# Pasco, Washington
Pasco är en stad med 220 000 invånare i countyt Franklin County i delstaten Washington, USA. Pasco är administrativ huvudort (county seat) i Franklin County.
Pascos arbetsmarknad domineras av USA största upparbetningsanläggning för kärnavfall. Vidare är jordbruk och transport de dominerande verksamheterna i regionen.
Pasco är USA:s 26:e mest expansiva område.[källa behövs]